# Durs Grünbein
Durs Grünbein född 9 oktober 1962 i Dresden, är en tysk författare som bor i Berlin sedan 1985.
Grünbein debuterade 1988 med diktsamlingen Grauzone morgens.

### Utgivet på svenska
- 1999 – Biologisk vals (dikter i urval)
- 2008 – Cartesianska dykaren. Tre meditationer (översättning Ulrika Wallenström)
- 2010 – Atlantis barer. Fjorton dykningar efter en versrad (översättning Ulrika Wallenström)
- 2012 – Interiör med uggla (översättning Anna Bengtsson)
- 2012 – Avtalad tid. Samtal. Med Aris Fioretos (Översättning Wera Minth). Stockholm: Ersatz. ISBN 978-91-86437-65-7. Libris 12346982.
- 2018 – Om snön (översättning Ulrika Wallenström)

### Ej på svenska (i urval)
- 2015 – Die Jahre im Zoo. Ein Kaleidoskop. Berlin: Suhrkamp Verlag. ISBN 978-3-518-42491-9. Libris 19278721.

## Priser och utmärkelser
- 1992 – Förderpreis för Schädelbasislektion
- 1995 – Georg Büchner-priset
- 2004 – Friedrich-Nietzsche-Preis
- 2009 – Villa Massimo
- 2009 – Samuel-Bogumil-Linde-Preis
- 2012 – Tranströmerpriset